# Periptychidae
Periptychidae – rodzina paleoceńskich ssaków łożyskowych zamieszkujących Amerykę Północną.
Zwierzęta te wyewoluowały z wczesnych roślinożernych lub wszystkożernych prakopytnych, są więc spokrewnione z dzisiejszymi kopytnymi. Od innych prakopytnych odróżniały je zęby – przedtrzonowce wyglądały na napuchnięte, szkliwo tworzyło dziwne pionowe krawędzie. Rodzina obejmowała zarówno duże, jak i małe stworzenia, przy czym te większe miały mocne szkielety. Ssaki te prowadziły lądowy tryb życia.

## Podrodziny i rodzaje
†Anisonchinae
- †Alticonus
- †Ampliconus
- †Anisonchus
- †Haploconus
- †Hemithlaeus
- †Mimatuta
- †Mithrandir

†Conacodontinae
- †Conacodon
- †Oxyacodon

†Periptychinae
- †Ectoconus
- †Maiorana
- †Periptychus
- †Tinuviel

incertae sedis
- †Auraria